# الحجشاء (لودر)

تعديل مصدري - تعديل

الحجشاء هي إحدى قرى عزلة زارة بمديرية لودر التابعة لمحافظة أبين، بلغ تعداد سكانها 174 نسمة حسب تعداد اليمن لعام 2004.